# Glossopetalon clokeyi
Glossopetalon clokeyi là một loài thực vật có hoa trong họ Crossosomataceae. Loài này được (Ensign) H.St.John miêu tả khoa học đầu tiên năm 1942.